# Akuressa Division
Akuressa Division är en division i Sri Lanka.   Den ligger i distriktet Matara District och provinsen Southern Province, i den södra delen av landet, 110 km sydost om huvudstaden Colombo. Antalet invånare är 52 676.